# Модель IS-LM

Кривая IS сдвигается вправо. Новая точка равновесия отличается более высоким национальным доходом и высокой процентной ставкой.

Mодель IS-LM — неокейнсианская макроэкономическая модель, которая описывает общее макроэкономическое равновесие в закрытой экономике как результат одновременного равновесия на товарном (кривая IS) и денежном (кривая LM) рынках. Модель была разработана английским и американским экономистами Джоном Хиксом и Элвином Хансеном и впервые использована в 1937 году. Модель предназначена для анализа бизнес-циклов и является моделью короткого периода.
Название модели происходит от названия кривых: кривая {\displaystyle IS} (investments-savings) и кривая {\displaystyle LM} (liquidity-money), описывающих множества равновесий на рынках инвестиций-сбережений и рынке денег.
Модель является в значительной степени устаревшей, однако иногда используется для анализа и в учебных целях. Современные модели бизнес-циклов построены в рамках новой классической и новой кейнсианской теорий.

## Описание модели

### Предположения
Модель {\displaystyle IS-LM} описывает закрытую экономику. Поэтому чистый экспорт {\displaystyle NX} и переток капитала {\displaystyle CF} равны нулю. Таким образом, выпуск в экономике задаётся уравнением {\displaystyle Y=C+I+G}.

### Кривая IS
Кривая {\displaystyle IS} выводится из модели простого кейнсианского креста.
При этом предполагается, что поведение потребителей описывается функцией потребления:
{\displaystyle C=C_{a}+MPC(Y-T)},
где {\displaystyle C_{a}} — автономное потребление, которое не зависит от дохода; {\displaystyle Y} — выпуск (доходы потребителей) в экономике; {\displaystyle T} — чистые налоги (налоги за вычетом субсидий); {\displaystyle MPC\in (0,1)} — предельная склонность к потреблению (marginal propensity to consume). Таким образом, {\displaystyle (Y-T)} — это располагаемый доход.
Инвестиции фирм зависят от процентной ставки (реальной или номинальной):
{\displaystyle I=I(i)} или {\displaystyle I=I(r)}.
Согласно уравнению Фишера номинальная ставка приближённо равна реальной, увеличенной на инфляцию: {\displaystyle i\approx r+\pi }. Если считать, что цены в коротком периоде постоянны из-за жёсткости, то инфляция постоянна и обе ставки различаются лишь на константу. Тогда модель не зависит от того, какую ставку принимать во внимание.
Вместо инфляции в модель можно включить инфляционные ожидания, модифицировав уравнение Фишера: {\displaystyle i=r+\pi ^{e}}, где {\displaystyle \pi ^{e}} — инфляционные ожидания.
Функции потребления и инвестиций являются поведенческими предположениями в модели. Они в общем случае не следуют из оптимизационных задач потребителя и фирмы, хотя их можно получить при некоторых специальных допущениях. Несмотря на недостаточную микроэкономическую обоснованность, предположения не противоречат повседневной интуиции. Потребители действительно могут тратить лишь часть дохода, а остальное сберегать. Точно также фирмы скорее всего будут отказываться от инвестиций, если процентные ставки начнут расти, так как это снизит доходность инвестиционного проекта и удлинит сроки его окупаемости.
Если подставить функции потребления и инвестиций в уравнение для выпуска, то получится уравнение кривой IS:
{\displaystyle Y=C_{a}+MPC(Y-T)+I(i)+G}, где
- {\displaystyle Y} — выпуск в экономике;
- {\displaystyle C_{a}} — автономное потребление;
- {\displaystyle MPC\in (0,1)} — предельная склонность к потреблению (marginal propensity to consume);
- {\displaystyle T} — налоги;
- {\displaystyle I} — инвестиции;
- {\displaystyle i} — номинальная процентная ставка;
- {\displaystyle G} — государственные расходы.

Так как инвестиции отрицательно зависят от процентной ставки, то выпуск, согласно уравнению кривой {\displaystyle IS}, должен снижаться при росте ставки.

### Кривая LM
Кривая LM выводится из модели предпочтений ликвидности (рынок денег).
В основе функции спроса на деньги лежит кейнсианский мотив предпочтения ликвидности. Экономические агенты предпочитают держать некоторое количество денег. Остаток денег может быть больше, чем необходимо агенту для повседневных трат, несмотря на потерю дохода в виде возможных процентов по вкладам. Уравнение кривой {\displaystyle LM} имеет вид:
{\displaystyle {\Bigg (}{\frac {M}{P}}{\Bigg )}^{s}=L(Y,i)}, где
- {\displaystyle Y} — выпуск в экономике;
- {\displaystyle M} — номинальная денежная масса;
- {\displaystyle P} — общий уровень цен;
- {\displaystyle L} — функция спроса на деньги, описывающая предпочтения ликвидности;
- {\displaystyle i} — номинальная процентная ставка.

Функция спроса на деньги положительно зависит от выпуска (доходов агентов), так как чем выше выпуск, тем большее количество денег нужно для совершения транзакций. При этом зависимость спроса от ставки отрицательная, поскольку с ростом ставки растут альтернативные издержки хранения денег. Так как предложение денег (денежная масса) заданы центральным банком, а уровень цен в коротком периоде задан, то левая часть уравнения является константой. Тогда из уравнения следует, что кривая {\displaystyle LM} имеет положительный наклон, и выпуск должен увеличиваться при росте номинальной процентной ставки. Чем выше доход, тем выше расходы, связанные с потреблением, выше спрос на наличные деньги и выше процентная ставка.
Тем не менее, так как начиная с 1980-х и 90-х годов Центральные банки воздействуют на экономику не косвенно через предложение денег (как предполагалось при изначальном построении модели IS-LM), а напрямую влияя на процентные ставки, некоторые более современные модели представляют кривую {\displaystyle LM} как горизонтальную прямую на уровне ставки процента, выбранной Центральным банком. Это позволяет более точно отражать поведение современных Центральных банков, а также упрощает модель.

### Равновесие
Каждая точка на кривой IS представляет собой равновесие на рынке товаров, а каждая точка на кривой LM — равновесия на рынке денег. Уравнения кривых представляют зависимости выпуска от реальной или номинальной процентной ставки. Кривая IS задаёт отрицательную зависимость выпуска от ставки, а кривая LM положительную. Их пересечение соответствует общему экономическому равновесию, когда все рынки сбалансированы одновременно. Равновесие в модели обеспечивается подстройкой процентной ставки. Это вытекает из следующих рассуждений. Если записать уравнение ВВП по расходам {\displaystyle Y=C+I+G}, то из него будет следовать, что сбережения равны инвестициям:
{\displaystyle S\equiv Y-C-G=I(i)}
Для того, чтобы равенство было выполнено, необходимо, чтобы соответствующим образом подстроилась процентная ставка. Поскольку от процентной ставки зависят инвестиции (компонент ВВП), то одновременно произойдёт и подстройка выпуска так, чтобы экономика оказалась в равновесии.

## Применение модели
Модель {\displaystyle IS-LM} позволяет визуализировать взаимосвязь таких макроэкономических величин как процентная ставка, денежная масса, уровень цен, спрос на наличные деньги, спрос на товары, производственный уровень экономики. Изменения одной или нескольких этих величин приводят к смещению точки пересечения кривых {\displaystyle LM} и {\displaystyle IS}, которая в свою очередь определяет уровень выпуска (и доходов) в экономике и соответствующий уровень процентной ставки.
Пример приведён на рисунке. Пусть государство проводит стимулирующую фискальную политику и снижает налоги и/или повышает расходы. Тогда это приведёт к сдвигу кривой {\displaystyle IS} вправо-вверх. Результатом такой политики будет рост выпуска (ВВП) и процентных ставок в экономике. Если бы государство поступило наоборот — повысило бы налоги и/или снизило расходы — то это привело бы к сдвигу кривой {\displaystyle IS} влево. Тогда это привело бы к сдвигу кривой {\displaystyle IS} влево-вниз. Результатом такой политики было бы снижение выпуска (ВВП) и процентных ставок в экономике.
Одна из вариаций модели, {\displaystyle IS-LM-NAC}, разработанная экономистами Роджером Фармером и Константином Платоновым в 2016 году, помимо стандартных кривых включает в себя элемент {\displaystyle NAC} (no arbitrage condition — «условие отсутствия арбитража»). В данной модели долгосрочный эффект монетарной политики зависит от способа формирования ожиданий людей. В стандартной модели {\displaystyle IS-LM} высокая безработица является феноменом, связанным с «жёсткими» зарплатами и ценами. В обновлённой версии модели высокий уровень безработицы может являться следствием пессимистичных ожиданий людей.

## Критика
Модель {\displaystyle IS-LM} является недостаточно обоснованной с микроэкономической точки зрения и не выдерживает критики Лукаса.
Во-первых, функция потребления основана на заданной (экзогенной) предельной склонности к сбережению. Это предположение является поведенческим и вытекает из оптимизационной задачи потребителя лишь при специально сделанных предположениях. Вместо решения оптимизационной задачи в модели {\displaystyle IS-LM} предполагается, что агенты потребляют и сберегают строго фиксированную часть дохода. В реальности же соотношение между потреблением и сбережениями может меняться. При этом агенты принимают во внимание не только текущий, но и будущий ожидаемый доход. Поэтому в основе современных макроэкономических моделей лежит задача потребителя, в которой учитывается фактор времени (горизонт планирования) и неопределённость в отношении будущего дохода. Альтернативами функции потребления служат, например, гипотеза перманентного дохода Милтона Фридмана и модель жизненного цикла Франко Модильяни. В результате склонность к потреблению перестаёт быть экзогенной и может меняться со временем из-за реакции потребителей на события, происходящие в экономике.
Во-вторых, функция инвестиций также не выводится из задачи фирмы, а постулируется. В современных моделях решения фирм о желаемом уровне капитала и необходимых для этого инвестициях выводится из модели q-Тобина.
Сам автор, Джон Хикс, позже скептически высказывался о применении IS-LM модели. В 1980 году в Журнале посткейнсианской экономики в своей статье «{\displaystyle IS-LM}: объяснение» он написал: «Я прихожу к выводу что IS-LM анализ выживет принеся пользу — не более чем безделица для обучения в аудитории, которая заменится, впоследствии, чем-то лучшим — в приложении к специфического рода причинному анализу, где использование методов равновесия, даже глубокого использования методов равновесия, не является недопустимым»
Модель IS-LM не смогла объяснить длительную стагфляцию в развитых странах в 1970-е годы, что стимулировало появление новой классической, а затем и новой кейнсианской макроэкономики.